# Profintern
De Rode Internationale van Vakbonden (in het Russisch Красный интернационал профсоюзов), soms ook Rode Vakbondsinternationale (RVI), algemeen bekend als de Profintern, was een internationale syndicalistische organisatie. De organisatie werd opgericht om tegenwicht te bieden aan de sociaaldemocratische vakbonden van het Internationaal Vakverbond. Vlak na de oprichting van het RVI werd ook de anarchosyndicalistische Internationale Arbeidersassociatie als libertaire tegenhanger van het RVI opgericht. 
De oprichting van de 'rode' vakbondsinternationale vond plaats in een tijd waarin in Europa grote politieke ontwikkelingen plaatsvonden en vormde een breuk met de toenmalige strategie van de communisten. Tot dan toe had men er juist op gestaan dat men als communisten actief moest zijn binnen de structuren van de gewone vakbonden om zo invloed uit te oefenen op de (nog) niet-communistische arbeiders.

## Historiek

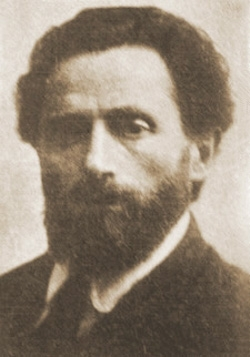
Solomon Lozovsky, hoofd van de Rode Vakbondsinternationale.

De organisatie, formeel opgericht in 1921 door de Communistische Internationale (Komintern) en had als doel de communistische activiteiten binnen de vakbonden te coördineren. 
In Nederland besloot in 1923 het Nationaal Arbeids-Secretariaat (NAS) zich, met een krappe meerderheid, bij het RVI aan te sluiten (wat binnen het NAS voor een scheuring zorgde). Na de machtsovername van Stalin in 1927 verbrak het NAS diens relatie met het RVI.
Omstreeks 1937 werd de organisatie stopgezet.